# Saint-Vit
Saint-Vit település Franciaországban, Doubs megyében. Lakosainak száma 5059 fő (2022. január 1.). Saint-Vit Corcondray, Roset-Fluans, Salans, Berthelange, Dannemarie-sur-Crète, Ferrières-les-Bois, Pouilley-Français, Velesmes-Essarts, Évans és Osselle-Routelle községekkel határos.

## Népesség
A település népessége az elmúlt években az alábbi módon változott:
| Lakosok száma | 1449 | 2978 | 3774 | 4594 | 4830 | 4833 | 4874 | 4922 | 4924 | 5059 |
|               | 1968 | 1982 | 1990 | 2006 | 2013 | 2015 | 2017 | 2019 | 2020 | 2022 |